# Chris Hansen
Chris Hansen (ur. 13 września 1959 w Chicago) – amerykański dziennikarz i osobowość telewizyjna, także działacz społeczny.

## Życiorys
Ukończył studia z zakresu telekomunikacji na Uniwersytecie Stanu Michigan. Jako student rozpoczął pracę reportera w stacji Channel 10, a w 1993 roku nawiązał współpracę ze stacją NBC. Współpracował także z organizacją Perverted-Justice, a w latach 2000. był prowadzącym programu To Catch a Predator, którego format polegał na konfrontacji z osobami podejrzanymi o pedofilię. Prowadzony przez Hansena program ten okrył się kontrowersją, gdyż w licznych przypadkach sądy orzekały, że do popełnienia przestępstwa nie doszło, a emisja programu zakończyła się po samobójstwie jednego z podejrzanych. Po zakończeniu emisji Hansen prowadził programy Crime Watch Daily, Hansen vs. Predator i Takedown With Chris Hansen.
W 2013 roku stacja NBC zakończyła współpracę z Hansenem.